# Haliotis geigeri
Haliotis geigeri is een slakkensoort uit de familie van de Haliotidae. De wetenschappelijke naam van de soort is voor het eerst geldig gepubliceerd in 2014 door Owen.

## Voorkomen
De soort komt voor in Sao Tomé en Principe.